# Hans Spaan
Hans Spaan (Assen, 24 dicembre 1958) è un pilota motociclistico olandese ritiratosi dall'attività agonistica.

## Carriera
Spaan esordì nelle competizioni a metà anni settanta: la sua prima gara fu a Tolbert nel 1975. Nel 1979 venne ingaggiato dalla Van Veen, importatore olandese Kreidler, conquistando il titolo di campione olandese della 50. Il titolo gli diede la possibilità di esordire nel Motomondiale, al GP di Jugoslavia 1980 della 50, dove non andò a punti. La stagione vedrà il pilota olandese al sesto posto nel Mondiale, con tre quarti posti, e di nuovo campione nazionale della 50.
Spaan restò alla corte della Van Veen sino al fallimento di quest'ultima nel 1983, ottenendo in quest'ultima stagione il suo primo podio nel Mondiale (secondo in Jugoslavia) e due titoli nazionali (1982 in 50 e 1983 in 80). Con l'avvento della nuova classe 80 affiancò Pier Paolo Bianchi in sella all'artigianale HuVo-Casal, ottenendo due podi (secondo in Olanda e terzo in Belgio) e il sesto posto in classifica.
Dopo alcune stagioni caratterizzate da scarse prestazioni (il migliore fu il 1986, terminato al quarto posto), dal 1988 Spaan passò in 125. In sella ad una Honda terminò terzo il Mondiale. Le due stagioni successive videro il pilota olandese lottare per il titolo: nel 1989 (anno della sua prima vittoria, sul circuito di casa) finì dietro solo ad Àlex Crivillé, mentre l'anno successivo dovette arrendersi a Loris Capirossi.
La stagione 1991 segnò l'inizio del declino di Spaan, che terminò il Campionato della 125 al quattordicesimo posto. Dopo altre tre stagioni di scarsi risultati, l'olandese si ritirò al termine della stagione agonista del 1994. Dopo il ritiro, Spaan si mise in società con il connazionale Arie Molenaar, portando ai titoli 1995 e 1996 della ottavo di litro il giapponese Haruchika Aoki.

## Risultati nel motomondiale

### Classe 50
| 1980 | Classe | Moto     |   |   |    |   |   |   |    |    |    |   |  |  |  |  |  | Punti | Pos. |
| ---- | ------ | -------- | - | - | -- | - | - | - | -- | -- | -- | - |  |  |  |  |  | ----- | ---- |
| 1980 | 50     | Kreidler | - | - | NE | - | 4 | 4 | NE | NE | NE | 4 |  |  |  |  |  | 24    | 6º   |

| 1982 | Classe | Moto     |    |    |    |   |   |   |    |   |    |    |    |    |   |   |  | Punti | Pos. |
| ---- | ------ | -------- | -- | -- | -- | - | - | - | -- | - | -- | -- | -- | -- | - | - |  | ----- | ---- |
| 1982 | 50     | Kreidler | NE | NE | NE | 8 | - | 9 | NE | 7 | NE | NE | NE | NE | 8 | - |  | 12    | 9º   |

| 1983 | Classe | Moto     |    |     |   |   |   |    |   |   |    |    |    |   |  |  |  | Punti | Pos. |
| ---- | ------ | -------- | -- | --- | - | - | - | -- | - | - | -- | -- | -- | - |  |  |  | ----- | ---- |
| 1983 | 50     | Kreidler | NE | Rit | 5 | 6 | 7 | NE | 2 | 9 | NE | NE | NE | 6 |  |  |  | 34    | 4º   |

| Legenda | 1º posto        | 2º posto            | 3º posto            | A punti      | Senza punti        | Grassetto – Pole position Corsivo – Giro più veloce |
| Legenda | Gara non valida | Non qual./Non part. | Ritirato/Non class. | Squalificato | '-' Dato non disp. | Grassetto – Pole position Corsivo – Giro più veloce |

### Classe 80
| 1984 | Classe | Moto       |    |   |   |   |   |    |   |   |   |    |    |     |  |  |  | Punti | Pos. |
| ---- | ------ | ---------- | -- | - | - | - | - | -- | - | - | - | -- | -- | --- |  |  |  | ----- | ---- |
| 1984 | 80     | HuVo-Casal | NE | 4 | 5 | 6 | - | NE | 5 | 2 | 3 | NE | NE | Rit |  |  |  | 47    | 6º   |

| 1985 | Classe | Moto       |    |     |   |   |    |  |  |    |  |    |    |   |  |  |  | Punti | Pos. |
| ---- | ------ | ---------- | -- | --- | - | - | -- |  |  | -- |  | -- | -- | - |  |  |  | ----- | ---- |
| 1985 | 80     | HuVo-Casal | NE | Rit | 6 | - | NE |  |  | NE |  | NE | NE | 4 |  |  |  | 13    | 12º  |

| 1986 | Classe | Moto       |    |   |   |   |   |   |    |    |   |    |   |   |  |  |  | Punti | Pos. |
| ---- | ------ | ---------- | -- | - | - | - | - | - | -- | -- | - | -- | - | - |  |  |  | ----- | ---- |
| 1986 | 80     | HuVo-Casal | 18 | 7 | 6 | 4 | 5 | 3 | NE | NE | 5 | NE | 4 | 3 |  |  |  | 57    | 4º   |

| 1987 | Classe | Moto  |    |   |  |  |   |   |   |    |   |    |   |   |    |    |    | Punti | Pos. |
| ---- | ------ | ----- | -- | - |  |  | - | - | - | -- | - | -- | - | - | -- | -- | -- | ----- | ---- |
| 1987 | 80     | Casal | NE | - |  |  | 6 | 8 | - | NE | - | NE | - | 8 | 11 | NE | NE | 11    | 13º  |

| Legenda | 1º posto        | 2º posto            | 3º posto            | A punti      | Senza punti        | Grassetto – Pole position Corsivo – Giro più veloce |
| Legenda | Gara non valida | Non qual./Non part. | Ritirato/Non class. | Squalificato | '-' Dato non disp. | Grassetto – Pole position Corsivo – Giro più veloce |

### Classe 125
| 1987 | Classe | Moto |    |  |  |  |  |    |    |    |  |  |  |  |  |    |    | Punti | Pos. |
| ---- | ------ | ---- | -- |  |  |  |  | -- | -- | -- |  |  |  |  |  | -- | -- | ----- | ---- |
| 1987 | 125    | MBA  | NE |  |  |  |  | NE | NQ | NQ |  |  |  |  |  | NE | NE | 0     |      |

| 1988 | Classe | Moto  |    |    |    |    |   |   |   |   |   |    |    |    |   |   |    | Punti | Pos. |
| ---- | ------ | ----- | -- | -- | -- | -- | - | - | - | - | - | -- | -- | -- | - | - | -- | ----- | ---- |
| 1988 | 125    | Honda | NE | NE | 10 | NE | 5 | 3 | 6 | 3 | 4 | 14 | 12 | 10 | 4 | 3 | NE | 110   | 3º   |

| 1989 | Classe | Moto  |     |   |    |     |   |   |   |    |   |   |     |   |   |   |    | Punti | Pos. |
| ---- | ------ | ----- | --- | - | -- | --- | - | - | - | -- | - | - | --- | - | - | - | -- | ----- | ---- |
| 1989 | 125    | Honda | Rit | 8 | NE | Rit | 2 | 4 | 1 | NE | 1 | 1 | Rit | 1 | 2 | 2 | NE | 152   | 2º   |

| 1990 | Classe | Moto  |   |    |    |   |   |    |    |     |   |   |   |   |   |   |   | Punti | Pos. |
| ---- | ------ | ----- | - | -- | -- | - | - | -- | -- | --- | - | - | - | - | - | - | - | ----- | ---- |
| 1990 | 125    | Honda | 1 | NE | NP | 4 | 4 | 12 | 12 | Rit | 1 | 1 | 3 | 1 | 1 | 5 | 4 | 173   | 2º   |

| 1991 | Classe | Moto  |    |   |    |   |   |    |   |    |   |    |    |    |    |    |    | Punti | Pos. |
| ---- | ------ | ----- | -- | - | -- | - | - | -- | - | -- | - | -- | -- | -- | -- | -- | -- | ----- | ---- |
| 1991 | 125    | Honda | 16 | 9 | NE | 8 | 5 | 12 | 5 | 16 | 7 | 19 | NP | 20 | 16 | NE | 12 | 54    | 14º  |

| 1992 | Classe | Moto    |     |    |   |    |     |    |    |    |   |   |     |     |   |  |  | Punti | Pos. |
| ---- | ------ | ------- | --- | -- | - | -- | --- | -- | -- | -- | - | - | --- | --- | - |  |  | ----- | ---- |
| 1992 | 125    | Aprilia | Rit | 12 | 9 | 13 | Rit | 11 | 12 | 20 | 6 | 9 | Rit | Rit | 9 |  |  | 12    | 13º  |

| 1993 | Classe | Moto         |    |    |    |    |    |    |   |    |    |    |    |    |    |    |  | Punti | Pos. |
| ---- | ------ | ------------ | -- | -- | -- | -- | -- | -- | - | -- | -- | -- | -- | -- | -- | -- |  | ----- | ---- |
| 1993 | 125    | Rumi e Honda | 19 | NP | 21 | 17 | 23 | 21 | 5 | 11 | 19 | 21 | 18 | 23 | 19 | 19 |  | 16    | 25º  |

| 1994 | Classe | Moto  |    |    |     |    |    |     |    |    |    |     |     |     |     |    |  | Punti | Pos. |
| ---- | ------ | ----- | -- | -- | --- | -- | -- | --- | -- | -- | -- | --- | --- | --- | --- | -- |  | ----- | ---- |
| 1994 | 125    | Honda | 24 | 23 | Rit | 17 | 23 | Rit | 20 | 22 | 23 | Rit | Rit | Rit | Rit | 23 |  | 0     |      |

| Legenda | 1º posto        | 2º posto            | 3º posto            | A punti      | Senza punti        | Grassetto – Pole position Corsivo – Giro più veloce |
| Legenda | Gara non valida | Non qual./Non part. | Ritirato/Non class. | Squalificato | '-' Dato non disp. | Grassetto – Pole position Corsivo – Giro più veloce |